# Paura (film 1986)
Paura (Native Son) è un film del 1986 diretto da Jerrold Freedman. Tratto dall'omonimo romanzo di Richard Wright del 1940, che era anche stato il protagonista della prima versione cinematografica di Pierre Chenal del 1950.

## Trama
Bigger Thomas, un afro-americano che vive in un povero quartiere, trova un lavoro presso una famiglia benestante bianca come autista. Un giorno la figlia Mary, nonostante l'arrivo dell'autista del padre in Università, decide d'uscire con un suo amico comunista per trascorrere il tempo libero bevendo e festeggiando. Insieme formano una giovane coppia liberale che frequenta i rischiosi locali del quartiere nero. Una sera Mary, rientrata ubriaca, viene nascosta nella propria camera da Thomas. La madre, che è cieca, entra nella stanza e Thomas, in preda al panico al pensiero di essere preso con una donna bianca, la uccide soffocandola accidentalmente con un cuscino. Nella vicenda avrà il sostegno di un avvocato ebreo e comunista con la dignità e la forza di morire senza disperazione.